# Liste der kroatischen Botschafter in Deutschland
Diese Liste umfasst die kroatischen Botschafter in Deutschland.

## Missionschefs

### Kroatische Gesandte imDeutschen Reich
1941: Aufnahme diplomatischer Beziehungen zum Deutschen Reich
- 1941–1941: Branko Benzon (1903–1970)
- 1941–1943: Mile Budak (1889–1945)
- 1943–1944: Stjepan Ratković (1878–1968)
- 1944–1945: Vladimir Košak (1908–1947)

1945: Ende der Beziehungen

### Kroatische Botschafter in der BundesrepublikDeutschland
1992: Aufnahme diplomatischer Beziehungen
- 1992–1996: Ivan Ilić (* 1934)

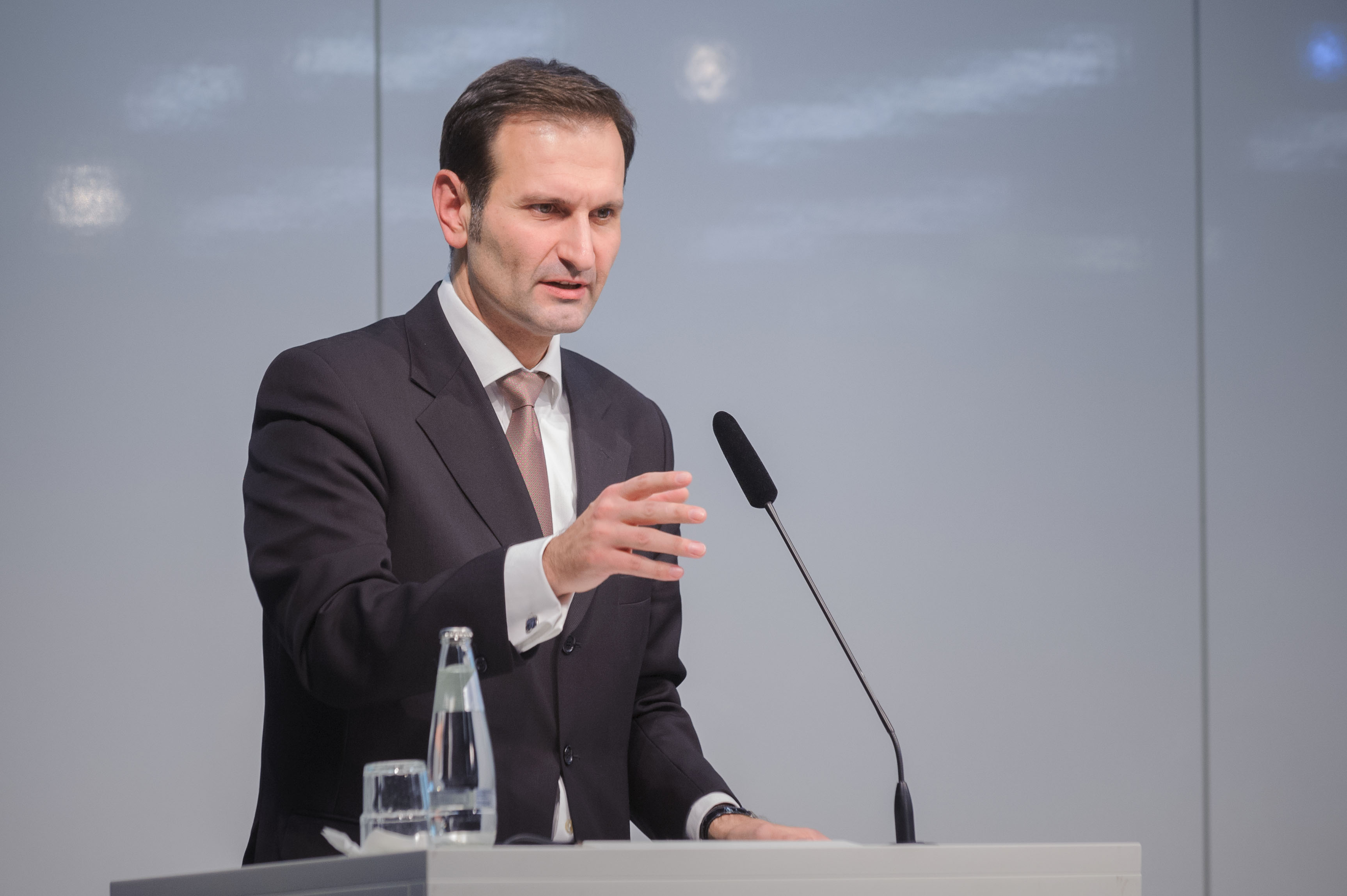
Miro Kovač (2012)

- 1996–2000: Zoran Jašić (1939–2021)
- 2001–2002: Milan Ramljak (1938–2018)
- 2003–2008: Vesna Cvjetković (* 1954)
- 2008–2013: Miro Kovač (* 1968)
- 2013–2017: Ranko Vilović (* 1957)
- 2017–2019: Gordan Grlić Radman (* 1958)
- seit 2020: Gordan Bakota (* 1967)